# Bunuri mobile din domeniul artă plastică clasate în patrimoniul cultural național al României aflate în județul Maramureș
Acestă listă conține bunurile mobile din domeniul artă plastică clasate în Patrimoniul cultural național al României aflate la momentul clasării în județul Maramureș.

## Tezaur
| Foto | Informații generale                              | Detalii tehnice                                                                                    | Descriere | Deținător                                                       | Legături |
| ---- | ------------------------------------------------ | -------------------------------------------------------------------------------------------------- | --------- | --------------------------------------------------------------- | -------- |
|      | Amurg Autor: Hollosy Simon                       | Datare: Sec. XX Școală: Școala de la Baia Mare; Școala modernă germană Material: ulei pe pânză     |           | Muzeul Județean de Artă „Centrul Artistic Baia Mare”, Baia Mare | Cimec    |
|      | Pictorul și modelul Autor: Thorma János          | Datare: Sec. XX Școală: Școala de la Baia Mare Material: ulei pe carton                            |           | Muzeul Județean de Artă „Centrul Artistic Baia Mare”, Baia Mare | Cimec    |
|      | Spălătoreasa Autor: Thorma János                 | Datare: Sec. XX Școală: Școala de la Baia Mare Material: ulei pe pânză                             |           | Muzeul Județean de Artă „Centrul Artistic Baia Mare”, Baia Mare | Cimec    |
|      | La scăldat Autor: Grünewald Ivany Albert         | Școală: Școala de la Baia Mare; Școala modernă maghiară Material: ulei pe pânză                    |           | Muzeul Județean de Artă „Centrul Artistic Baia Mare”, Baia Mare | Cimec    |
|      | Janos Thorma Autor: Réti István                  | Datare: Sec. XX Școală: Școala de la Baia Mare; Școala modernă maghiară Material: ulei pe pânză    |           | Muzeul Județean de Artă „Centrul Artistic Baia Mare”, Baia Mare | Cimec    |
|      | Pe litoral Autor: Ferenczy, Valer                | Datare: Sec. XX Școală: Școala de la Baia Mare; Școala modernă maghiară Material: ulei pe carton   |           | Muzeul Județean de Artă „Centrul Artistic Baia Mare”, Baia Mare | Cimec    |
|      | Călărețul Autor: Pascu, Eugen                    | Datare: Sec. XX Școală: Școala de la Baia Mare Material: ulei pe pânză                             |           | Muzeul Județean de Artă „Centrul Artistic Baia Mare”, Baia Mare | Cimec    |
|      | Peisaj din Baia Mare Autor: Krizsan Janos        | Datare: Sec. XX Școală: Școala de la Baia Mare Material: ulei pe pânză                             |           | Muzeul Județean de Artă „Centrul Artistic Baia Mare”, Baia Mare | Cimec    |
|      | Parcul orașului Baia Mare Autor: Boromisza Tibor | Datare: Sec. XX Școală: Școala de la Baia Mare; Școala modernă maghiară Material: ulei pe pânză    |           | Muzeul Județean de Artă „Centrul Artistic Baia Mare”, Baia Mare | Cimec    |
|      | Peisaj băimărean Autor: Perlrott-Csaba Vilmos    | Datare: Sec. XX Școală: Școala de la Baia Mare; Școala modernă maghiară Material: ulei pe pânză    |           | Muzeul Județean de Artă „Centrul Artistic Baia Mare”, Baia Mare | Cimec    |
|      | Butinarii Autor: Popp, Aurel                     | Datare: Sec. XX Școală: Școala modernă românească; Școala de la Baia Mare Material: ulei pe placaj |           | Muzeul Județean de Artă „Centrul Artistic Baia Mare”, Baia Mare | Cimec    |
|      | Dealuri la Baia Mare Autor: Szolnay Sándor       | Datare: Sec. XX Școală: Școala de la Baia Mare; Școală Transilvăneană Material: ulei pe pânză      |           | Muzeul Județean de Artă „Centrul Artistic Baia Mare”, Baia Mare | Cimec    |
|      | Pauză pentu masă Autor: Klein, Jozsef            | Datare: Sec. XX Școală: Școala de la Baia Mare Material: ulei pe pânză                             |           | Muzeul Județean de Artă „Centrul Artistic Baia Mare”, Baia Mare | Cimec    |
|      | Coborârea de pe Cruce Autor: Jandi, David        | Datare: Sec. XX Școală: Școala de la Baia Mare Material: pastel pe hârtie                          |           | Muzeul Județean de Artă „Centrul Artistic Baia Mare”, Baia Mare | Cimec    |
|      | În mină Autor: Mattis-Teutsch, Hans              | Datare: Sec. XX Școală: Școala modernă românească; Școala de la Baia Mare Material: ulei pe carton |           | Muzeul Județean de Artă „Centrul Artistic Baia Mare”, Baia Mare | Cimec    |
|      | Compoziție Autor: Mattis-Teutsch, Hans           | Datare: Sec. XX Școală: Școala modernă românească; Școala de la Baia Mare Material: ulei pe pânză  |           | Muzeul Județean de Artă „Centrul Artistic Baia Mare”, Baia Mare | Cimec    |
|      | Portret de bărbat Autor: Ziffer Sándor           | Datare: Sec. XX Școală: Școala modernă românească; Școala de la Baia Mare Material: ulei pe pânză  |           | Muzeul Județean de Artă „Centrul Artistic Baia Mare”, Baia Mare | Cimec    |
|      | Peisaj băimărean Autor: Mikola András            | Datare: Sec. XX Școală: Școala de la Baia Mare Material: ulei pe pânză                             |           | Muzeul Județean de Artă „Centrul Artistic Baia Mare”, Baia Mare | Cimec    |
|      | Pictorul Jeno Maticska Autor: Czobel Bela        | Datare: Sec. XX Școală: Școala de la Baia Mare; Școala modernă maghiară Material: ulei pe pânză    |           | Muzeul Județean de Artă „Centrul Artistic Baia Mare”, Baia Mare | Cimec    |

## Fond
| Foto | Informații generale                                         | Detalii tehnice | Descriere | Deținător                                                     | Legături |
| ---- | ----------------------------------------------------------- | --- | --- | ------------------------------------------------------------- | -------- |
|      | Compoziție cu copaci Autor: Ciucurencu, Alexandru           | Datare: nedatat Dimensiuni: 60 x 75 cm Material: ulei pe pânză | Peisaj compozițional realizat în game de orange și roșu. Semnat cu monogramă dreapta jos cu negru: AC. | Colecții particulare, Maramureș                               | Cimec    |
|      | Pâlc de copaci în câmpie Autor: Ciucurencu, Alexandru       | Datare: (1)977 Dimensiuni: 44 x 69 cm Material: ulei pe pânză | Peisaj compozițional realizat în game de ocru/galben și albastru-cobalt/violet. Semnat cu monogramă dreapta jos cu negru: AC. | Colecții particulare, Maramureș                               | Cimec    |
|      | Natură statică cu garoafe Autor: Ciucurencu, Alexandru      | Datare: (1)972 Dimensiuni: 60 x 50 cm Material: ulei pe pânză | Peisaj compozițional realizat în game de ocru/galben și albastru-cobalt/violet. Semnat cu monogramă dreapta jos cu negru: AC. | Colecții particulare, Maramureș                               | Cimec    |
|      | Maica Domnului cu Pruncul Autor: Andrei din Cluj            | Datare: mijlocul secolului XVIII Școală: Atelier transilvănean Dimensiuni: 82,5 x 60 cm Material: tempera pe lemn de brad, panou din două plăci, brânel, foiță argintie, aureole profilate | Redată bust, Maica Domnului îndrumă cu drepata spre Pruncul pe care îl ține pe brațul stâng. În colțul superior stâng, în picioare pe o aglomerație de nori, Arhanghelul Mihail are mâinile ascunse de aureola Pruncului. | Mănăstirea Ortodoxă Sf. Ilie Tesviteanul, Coroieni            | Cimec    |
|      | Tineri căsătoriți (Cuplu) Autor: Maxy, Max Hermann          | Datare: aproximativ deceniul 3 al sec. XX Dimensiuni: 80 x 60 cm Material: ulei pe pânză                                                                                                   | Prezintă o pereche de tineri pe o bancă, pe fundal profilându-se arhitectura unor pereți și ferestre. Nedatat. Semnat stânga jos cu roșu MAXY. | Colecții particulare, Maramureș                               | Cimec    |
|      | Natură statică cu ulcior și fructe Autor: Maxy, Hermann Max | Datare: Sec. XX;3/4 Descoperit: jud., com. Dimensiuni: 69 x 49 cm Material: ulei pe carton                                                                                                 | Lucrarea reprezintă o natură statică cu obiecte casnice: farfurii, fructieră, ulcior și fructe: pere, mere etc. Semnat dreapta jos siena arsă: Maxy. | Colecții particulare, Maramureș                               | Cimec    |
|      | Triptic Autor: Smigelschi, Octavian                         | Datare: Începutul sec. XX Școală: Atelier românesc Dimensiuni: L = 216 cm, LA = 150 cm, LA ramă = 8 cm Material: pânză, vopsea, ulei; pictare                                              | În partea superioară, în câte un medalion sunt încadrate imagnile din profil ale: împăratului roman Traian și domnitorului României Carol I. Într-un medalion central este inscripția: "106 Trecerea Dunării 1877". Între aceste elemente decorative și temetice sunt intercalate scenele: în partea stângă trecerea Dunării de către romani (106) iar în partea dreaptă trecerea Dunării de către armata română (1877). Din punct de vedere tematic tabloul este tructurat în trei registre: I. Tablou votiv asemănător ctitorilor de biserici, II. Scenă câmpenească-familie în timpul muncilor agricole (la cosit), registru care ocupă cea mai întinsă suprafață a tabloului, III. Scenă din războiul pentru independență a României. În partea de jos a tabloului este distribuită inscripția în mod uniform. | Muzeul Județean de Istorie și Arheologie Maramureș, Baia Mare | Cimec    |
|      | Portret de evreu bătrân Autor: Iser, Iosif                  | Dimensiuni: 46 x 32 cm Material: ulei pe carton; pictare | Cap de bătrân văzut din semiprofil dreapta, purtând o barbă albă până la piept, cu ochelari și un fes de culoare închisă. Semnat stânga sus cu roșu/brun: Iser. | Colecții particulare, Baia Mare                               | Cimec    |